# Al Yaqoub Tower
O Al Yaqoub Tower em construção em 29 de junho de 2009
O Al Yaqoub Tower é um arranha-céus em construção na Sheikh Zayed Road, a principal avenida de Dubai, nos Emirados Árabes Unidos. A torre terá 330 metros de altura, 72 andares e o formato de uma torre com relógio. A torre será a segunda maior do mundo com um relógio atrás da Abraj Al Bait Towers em Meca. O edifício será concluído em 2010.

## Progresso atual
Em setembro de 2007, a torre Al Yaqoub já conta com dez andares acima do solo.

## Galeria

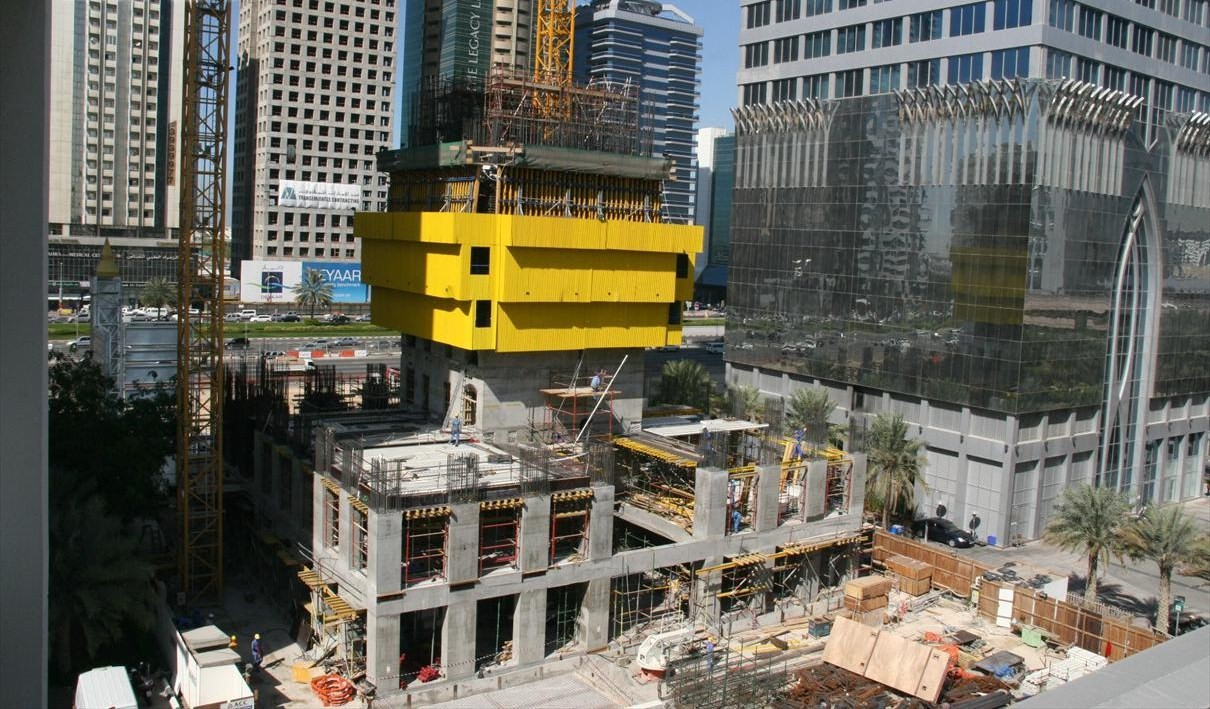
27 de janeiro de 2007
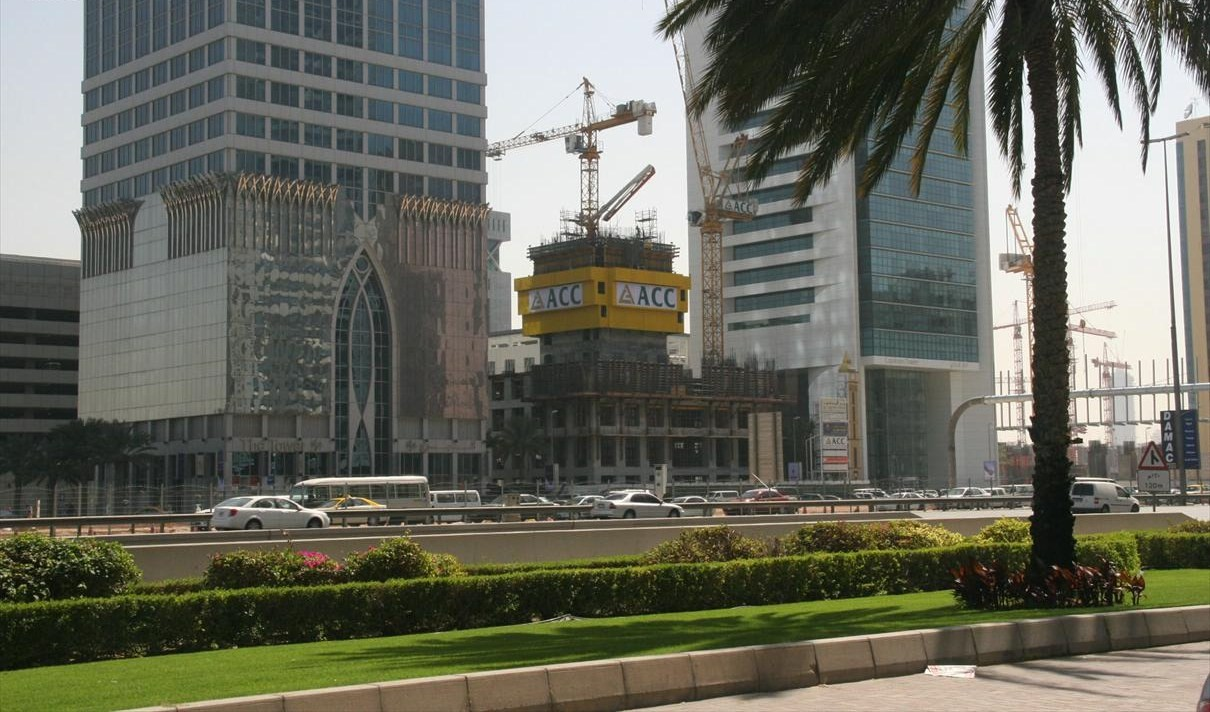
1 de março de 2007
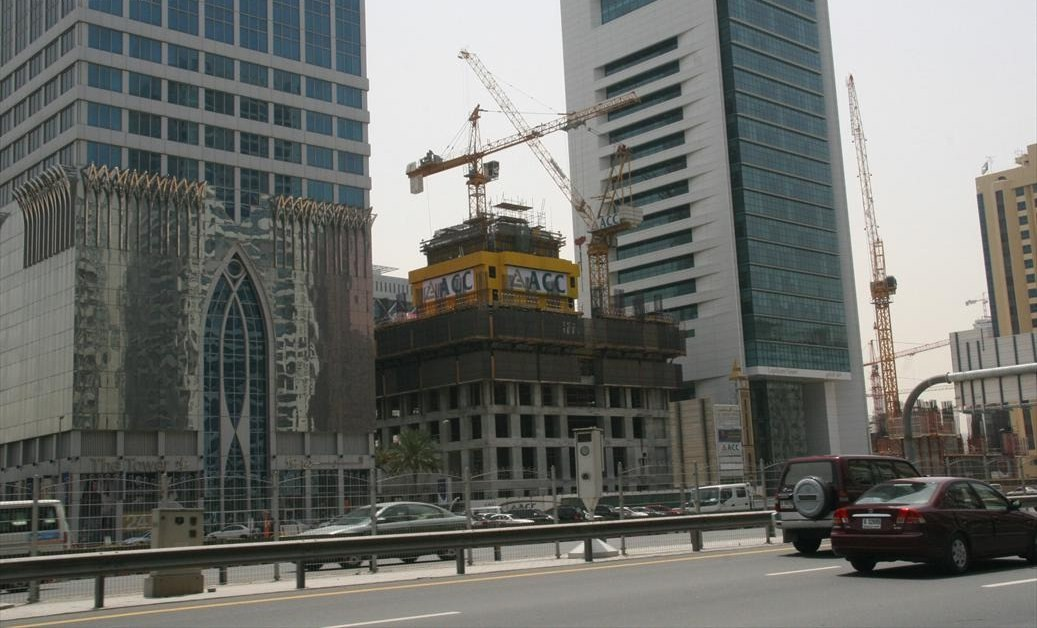
12 de abril de 2007
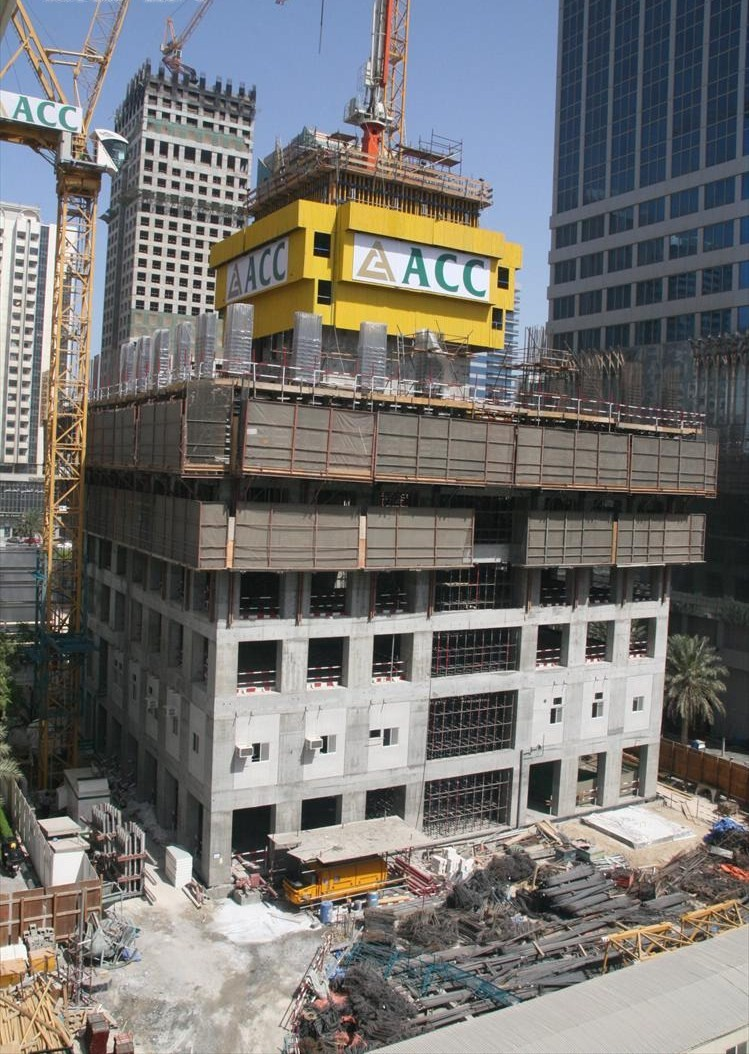
4 de maio de 2007